# Die Strasse
Die Zeitschrift Die Strasse war seit 1934 das publizistische Organ des Generalinspektors für das deutsche Straßenwesen. Sie erschien zweimal im Monat, gedruckt auf Hochglanzpapier und reich illustriert, im Verlag Volk und Reich in Berlin. Hauptschriftleiter war der Österreicher Friedrich Heiß. Weitere Mitarbeiter waren, neben zahlreichen ausländischen Autoren, u. a. Paul Bonatz und Alwin Seifert. Externe, wie der SS-Führer Bernhard von Glisczynski oder der Bauforscher Armin von Gerkan, publizierten hier Fachartikel; selbst der General Heinz Guderian, 1940. Sogar Göring verfasste 1938 eine Schrift und ein Geleitwort. 
Sachgebiete waren:
- Das Straßenwesen des neuen Reiches
- Von den Reichsautobahnen
- Das internationale Straßenwesen der Gegenwart
- Wesen und Aufgabe der Straße
- Geschichte der Straße
- Wirtschaft und Recht
- Straßenbauforschung und Straßenbautechnik
- Gebirgsstraßenbau
- Straßenbrücken
- Landschaftsgestaltung an der Straße
- Straßenverkehr
- Wandern und Reisen mit dem Kraftwagen

Beim Bau der Reichsautobahnen wurden zahlreiche große Brücken gebaut. Zunächst standen innovative Stahlkonstruktionen im Vordergrund. Die beginnende Aufrüstung der Wehrmacht förderte die allgemeine Stahlknappheit und die Ingenieure entwarfen klassische Bogenbrücken aus Beton mit Werksteinverkleidung.
Spektakuläre Brücken über Flüsse, Flussauen und tiefe Täler sowie Brücken zur Bewältigung von Anstiegen in schwierigem Gelände füllten viele Seiten der Zeitschriften „Die Strasse“ und anderer Fachzeitschriften.